# 富强街道 (七台河市)
富强街道，是中华人民共和国黑龙江省七台河市茄子河区下辖的一个乡镇级行政单位。

## 行政区划
富强街道下辖以下地区：
富强社区和铁东社区。